# Episodi di Crusade
La prima e unica stagione della serie televisiva Crusade è stata trasmessa in anteprima negli Stati Uniti d'America dalla TNT tra il 9 giugno 1999 e il 1º settembre 1999.
| nº | Titolo originale              | Titolo italiano | Prima TV USA      | Prima TV Italia |
| -- | ----------------------------- | --------------- | ----------------- | --------------- |
| 1  | War Zone                      |                 | 9 giugno 1999     |                 |
| 2  | The Long Road                 |                 | 16 giugno 1999    |                 |
| 3  | The Well of Forever           |                 | 23 giugno 1999    |                 |
| 4  | The Path of Sorrows           |                 | 30 giugno 1999    |                 |
| 5  | Patterns of the Soul          |                 | 7 luglio 1999     |                 |
| 6  | Ruling from the Tomb          |                 | 14 luglio 1999    |                 |
| 7  | The Rules of the Game         |                 | 21 luglio 1999    |                 |
| 8  | Appearances and Other Deceits |                 | 28 luglio 1999    |                 |
| 9  | Racing the Night              |                 | 4 agosto 1999     |                 |
| 10 | The Memory of War             |                 | 11 agosto 1999    |                 |
| 11 | The Needs of Earth            |                 | 18 agosto 1999    |                 |
| 12 | Visitors from Down the Street |                 | 25 agosto 1999    |                 |
| 13 | Each Night I Dream of Home    |                 | 1º settembre 1999 |                 |